# フリードリヒ・ヴィルヘルム1世 (ザクセン＝ヴァイマル公)
フリードリヒ・ヴィルヘルム1世（Friedrich Wilhelm I., 1562年4月26日 - 1602年7月7日）は、ザクセン＝ヴァイマル公（在位：1573年 - 1602年）。ザクセン公ヨハン・ヴィルヘルムとプファルツ選帝侯フリードリヒ3世の娘ドロテア・ズザンナの長男。

## 人物
幼少で即位したため、ザクセン選帝侯アウグストの後見を受けた。1586年に親政を始め、1591年にザクセン選帝侯クリスティアン1世が亡くなり、子のクリスティアン2世が幼いため、その摂政を1601年まで務めた後、翌1602年に死去した。
2人の息子ヨハン・フィリップとフリードリヒ・ヴィルヘルム2世は幼少であり、弟ヨハンが即位したが、1605年にヨハンが亡くなると、ヨハン・フィリップとフリードリヒ・ヴィルヘルム2世、ヨハンの息子たちに領土が分割され、ザクセン＝ヴァイマル公国は更に縮小される事態となった。

## 子女
1583年、ヴュルテンベルク公クリストフの娘ゾフィーと結婚、6人の子を儲けた。
- ドロテア・マリア（1584年 - 1586年）
- ヨハン・ヴィルヘルム（1585年 - 1587年）
- フリードリヒ（1586年 - 1587年）
- ドロテア・ゾフィー（1587年 - 1645年） - 修道女
- アンナ・マリア（1589年 - 1626年）
- 死産（1590年）

1591年、プファルツ＝ノイブルク公フィリップ・ルートヴィヒの娘アンナ・マリアと再婚、6人の子を儲けた。
- ヨハン・フィリップ（1597年 - 1639年） - ザクセン＝アルテンブルク公（1603年 – 1639年）
- アンナ・ゾフィー（1598年 - 1641年） - エールス公カレル・ベジフと結婚。
- フリードリヒ（1599年 - 1625年）
- ヨハン・ヴィルヘルム（1600年 - 1632年）
- ドロテア（1601年 - 1675年） - ザクセン＝アイゼナハ公アルブレヒトと結婚。
- フリードリヒ・ヴィルヘルム2世（1603年 - 1669年） - ザクセン＝アルテンブルク公（1639年 – 1669年）